# Juan José Luvera
Juan José Luvera (Nacido en Rosario, Santa Fe, 24 de noviembre de 1980) es un entrenador de fútbol argentino. 

## Trayectoria
Nacido en Rosario, provincia de Santa Fe, comenzó su carrera en el año 2001 dirigiendo equipos amateurs, para luego pasar a la liga de Banco Seguros, y terminar dirigiendo en la Liga Rosarina. En 2016, se mudó a Perú y se unió a la organización juvenil de Universitario.
El 31 de mayo de 2017, fue nombrado entrenador de Deportivo Coopsol de la Segunda División peruana. En agosto del mismo año es cesado de su funciones, por lo que se une a Huachipato para desempeñarse en las divisiones inferiores del conjunto chileno.
El 6 de enero de 2021, fue anunciado como entrenador interino del primer equipo de Huachipato, tras el despido de Gustavo Florentín. El 26 de febrero fue promovido como entrenador titular por toda la temporada 2021. Tras una campaña que tenía sumido al conjunto acerero en puestos de descenso y una racha de 8 partidos sin victorias, el 17 de octubre deja el club de mutuo acuerdo con la dirigencia.
El 27 de enero de 2022 es anunciado como nuevo entrenador de Universidad de San Martín de la Primera División peruana, dejando la banca de Los Santos en abril del mismo año, tras sólo 8 partidos dirigidos. En septiembre del mismo año, es anunciado como nuevo entrenador de Rangers de la Primera B chilena, no siendo renovado su contrato tras no clasificar a la liguilla por el segundo ascenso.
El 5 de diciembre de 2022 asume la dirección técnica de Deportes La Serena de la Primera B chilena, con vistas a la temporada 2023.Luego de quedar eliminado de la liguilla del ascenso, en noviembre de 2023 es anunciado su regreso a Rangers, con vistas a la temporada 2024.El 5 de junio de 2024, luego del término de la primera rueda del torneo de Primera B, con el cuadro talquino en cuarta posición, es cesado de su cargo por la dirigencia rangerina.A pesar de la posición en el torneo la dirigencia, presidida por Felipe Muñoz decidió la salida del cuerpo técnico argumentando los pocos puntos logrados en condición de local.
En enero de 2025 es anunciado como el nuevo adiestrador de Santiago City de la Segunda División de Chile. Sin embargo, transcurrida una fecha, no siguió en su cargo. En julio del mismo año es anunciado como nuevo entrenador de San Luis de la Primera B, cargo en el que fue cesado por malos resultados el 17 de agosto.

## Estadísticas como entrenador
| Equipo                        | Div.                | Temporada           | Liga | Liga | Liga | Liga | Liga |    | Copa | Copa | Copa | Copa |   | Internacional | Internacional | Internacional | Internacional | Internacional |   | Otros | Otros | Otros | Otros |    | Totales     | Totales | Totales | Totales | Totales | Totales | Totales | Totales | Totales |
| Equipo                        | Div.                | Temporada           | PD   | G    | E    | P    | Pos. | PD | G    | E    | P    | PD   | G | E             | P             | Pos.          | PD            | G             | E | P     | PD    | G     | E     | P  | Rendimiento | GF      | GC      | Dif.    | Ptos.   |         |         |         |         |
| ----------------------------- | ------------------- | ------------------- | ---- | ---- | ---- | ---- | ---- | -- | ---- | ---- | ---- | ---- | - | ------------- | ------------- | ------------- | ------------- | ------------- | - | ----- | ----- | ----- | ----- | -- | ----------- | ------- | ------- | ------- | ------- | ------- | ------- | ------- | ------- |
| Deportivo Coopsol · Perú      | 2.ª                 | 2015                | 9    | 3    | 2    | 4    | Inc. | -  | -    | -    | -    | -    | - | -             | -             | -             | -             | -             | - | -     | 9     | 3     | 2     | 4  | 40.74%      | 12      | 15      | -3      | 11      |         |         |         |         |
| Deportivo Coopsol · Perú      | Total               | Total               | 9    | 3    | 2    | 4    | -    | -  | -    | -    | -    | -    | - | -             | -             | -             | -             | -             | - | -     | 9     | 3     | 2     | 4  | 40.74%      | 12      | 15      | -3      | 11      |         |         |         |         |
| Huachipato · Chile            | 1.ª                 | 2020                | 7    | 4    | 0    | 3    | 8.º  | -  | -    | -    | -    | -    | - | -             | -             | -             | -             | -             | - | -     | 7     | 4     | 0     | 3  | 57.14%      | 14      | 9       | +5      | 12      |         |         |         |         |
| Huachipato · Chile            | 1.ª                 | 2021                | 25   | 4    | 12   | 9    | Inc. | 6  | 2    | 3    | 1    | 8    | 4 | 2             | 2             | FG            | -             | -             | - | -     | 39    | 10    | 17    | 12 | 40.17%      | 42      | 51      | -9      | 47      |         |         |         |         |
| Huachipato · Chile            | Total               | Total               | 32   | 8    | 12   | 12   | -    | 6  | 2    | 3    | 1    | 8    | 4 | 2             | 2             | -             | -             | -             | - | -     | 46    | 14    | 17    | 15 | 42.75%      | 56      | 60      | -4      | 59      |         |         |         |         |
| Universidad San Martín · Perú | 1.ª                 | 2022                | 8    | 1    | 0    | 7    | -    | -  | -    | -    | -    | -    | - | -             | -             | -             | -             | -             | - | -     | 8     | 1     | 0     | 7  | 12.5%       | 6       | 21      | -15     | 3       |         |         |         |         |
| Universidad San Martín · Perú | Total               | Total               | 8    | 1    | 0    | 7    | -    | -  | -    | -    | -    | -    | - | -             | -             | -             | -             | -             | - | -     | 8     | 1     | 0     | 7  | 12.5%       | 6       | 21      | -15     | 3       |         |         |         |         |
| Rangers · Chile               | 2.ª                 | 2022                | 4    | 2    | 0    | 2    | 7.º  | -  | -    | -    | -    | -    | - | -             | -             | -             | -             | -             | - | -     | 4     | 2     | 0     | 2  | 50%         | 4       | 3       | +1      | 6       |         |         |         |         |
| Deportes La Serena · Chile    | 2.ª                 | 2023                | 30   | 13   | 5    | 12   | 7.º  | 2  | 1    | 1    | 0    | -    | - | -             | -             | -             | 2             | 1             | 0 | 1     | 34    | 15    | 6     | 13 | 50%         | 43      | 42      | +1      | 51      |         |         |         |         |
| Deportes La Serena · Chile    | Total               | Total               | 30   | 13   | 5    | 12   | -    | 2  | 1    | 1    | 0    | -    | - | -             | -             | -             | 2             | 1             | 0 | 1     | 34    | 15    | 6     | 13 | 50%         | 43      | 42      | +1      | 51      |         |         |         |         |
| Rangers · Chile               | 2.ª                 | 2024                | 15   | 8    | 2    | 5    | Inc. | -  | -    | -    | -    | -    | - | -             | -             | -             | -             | -             | - | -     | 15    | 8     | 2     | 5  | 57.77%      | 22      | 16      | +6      | 26      |         |         |         |         |
| Rangers · Chile               | Total               | Total               | 19   | 10   | 2    | 7    | -    | -  | -    | -    | -    | -    | - | -             | -             | -             | -             | -             | - | -     | 19    | 10    | 2     | 7  | 56.14%      | 26      | 19      | +7      | 32      |         |         |         |         |
| Santiago City · Chile         | 3.ª                 | 2025                | 1    | 0    | 0    | 1    | Inc. | -  | -    | -    | -    | -    | - | -             | -             | -             | -             | -             | - | -     | 1     | 0     | 0     | 1  | 0%          | 0       | 1       | -1      | 0       |         |         |         |         |
| Santiago City · Chile         | Total               | Total               | 1    | 0    | 0    | 1    | -    | -  | -    | -    | -    | -    | - | -             | -             | -             | -             | -             | - | -     | 1     | 0     | 0     | 1  | 0%          | 0       | 1       | -1      | 0       |         |         |         |         |
| San Luis · Chile              | 2.ª                 | 2025                | 7    | 2    | 1    | 4    | Inc. | -  | -    | -    | -    | -    | - | -             | -             | -             | -             | -             | - | -     | 7     | 2     | 1     | 4  | 33.33%      | 6       | 9       | -3      | 7       |         |         |         |         |
| San Luis · Chile              | Total               | Total               | 7    | 2    | 1    | 4    | -    | -  | -    | -    | -    | -    | - | -             | -             | -             | -             | -             | - | -     | 7     | 2     | 1     | 4  | 33.33%      | 6       | 9       | -3      | 7       |         |         |         |         |
| Total en su carrera           | Total en su carrera | Total en su carrera | 106  | 36   | 22   | 48   | -    | 8  | 3    | 4    | 1    | 8    | 4 | 2             | 2             | -             | 2             | 1             | 0 | 1     | 124   | 45    | 28    | 51 | 43.82%      | 149     | 167     | -18     | 163     |         |         |         |         |
| 1. 2. 3.                      |                     |                     |      |      |      |      |      |    |      |      |      |      |   |               |               |               |               |               |   |       |       |       |       |    |             |         |         |         |         |         |         |         |         |

### Resumen estadístico
| Competición               | Partidos | Ganados | Empatados | Perdidos | Rendimiento |
| ------------------------- | -------- | ------- | --------- | -------- | ----------- |
| Segunda División del Perú | 9        | 3       | 2         | 4        | 40.74%      |
| Primera División del Perú | 8        | 1       | 0         | 7        | 12.5%       |
| Segunda División de Chile | 1        | 0       | 0         | 1        | 0%          |
| Primera B de Chile        | 58       | 26      | 8         | 24       | 49.43%      |
| Primera División de Chile | 32       | 8       | 12        | 12       | 37.5%       |
| Copa Chile                | 8        | 3       | 4         | 1        | 54.17%      |
| Copa Sudamericana         | 8        | 4       | 2         | 2        | 58.33%      |
| TOTAL                     | 124      | 45      | 28        | 51       | 43.82%      |